# 대전동서초등학교
대전동서초등학교는 대한민국 대전광역시 동구에 있는 공립 초등학교이다.

## 학교 연혁
- 2006. 11. 대전동서초등학교로 설립 인가
- 2007. 03. 대전현암초등학교에서 11학급 분리 개교
- 2007. 12. 대전광역시 인성교육 브랜드 우수학교 선정
- 2008. 02. 제1회 졸업장 수여식
- 2008. 03. 13학급 인가
- 2008. 06. 새빛 도서관 개관식
- 2008. 12. 전국 100대 교육과정 최우수학교 선정
- 2009. 02. 제2회 졸업장 수여식
- 2009. 03. 14학급 인가
- 2009. 04. 대전광역시 자율 창의 특색살리기 선도학교 선정
- 2009. 08. 지역과 함께 하는 학교 선정
- 2010. 02. 제 3회 졸업장 수여식
- 2010. 03. 16학급 인가
- 2010. 03. 2010 흡연예방 선도학교 선정
- 2010. 04. 대전광역시교육청 지정 수학교육 선도학교 선정
- 2010. 04. 2010년 환경교육시범학교
- 2010. 05. 생활평점제(그린마일리지) 선도학교 선정
- 2010. 09. 창의 인성 선도학교
- 2010. 12. 인성교육우수 브랜드학교 선정
- 2011. 02. 제4회 졸업장 수여식
- 2011. 03. 18학급 인가
- 2011. 03. 수학 수업방법 개선 연구학교 선정(~2013.02)
- 2012. 02. 제5회 졸업장 수여식
- 2012. 12. 대전광역시 교육활동 우수학교 선정
- 2013. 02. 제6회 졸업장 수여식
- 2013. 03. 19학급 인가
- 2013. 03. EBSe 선도학교 선정
- 2013. 09. 대전광역시 교육감배 학교스포츠클럽대회우승(줄넘기, 여자탁구)
- 2014. 01. 2013년 학교평가 최우수 학교 선정
- 2014. 02. 제7회 졸업장 수여식
- 2014. 04. 학교폭력예방(어깨동무 학교)선도학교 선정
- 2014. 09. 대전광역시 교육감배 학교스포츠클럽대회 우승(줄넘기, 여자 탁구)
- 2014. 11. 전국학교스포츠클럽 줄넘기대회 초등부(남) 종합준우승
- 2014. 11. 제8회 가스문예 공모전 단체상 수상
- 2014. 12. 영어교육활동 우수 학교 선정
- 2015. 01. 2014년 학교평가 최우수 학교 선정

## 학교 상징
- 교목(校木) - 소나무
- 교화(敎化) - 장미

## 참고 자료
- 대전동서초등학교 - 한국교육학술정보원 학교알리미